# Conquesta vàndala del nord d'Àfrica

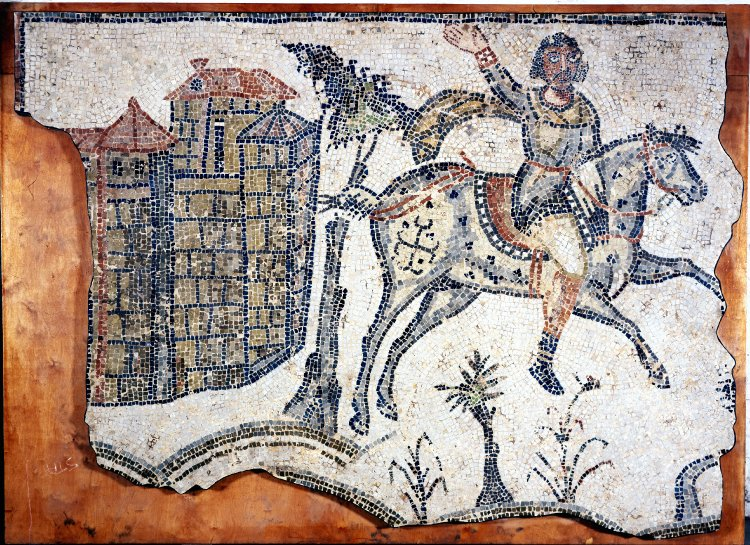
Mosaic d'un paviment de Bordj Djedid prop de Cartago (actualment al Museu Britànic) que representa un guerrer vàndal a cavall.

La conquesta vàndala del nord d'Àfrica va començar el 429 amb l'encreuament de l'estret de Gibraltar pels vàndals i els alans encapçalats pel vàndal asding Genseric i va acabar deu anys després amb la presa de Cartago, la capital de la diòcesi d'Àfrica de l'Imperi Romà d'Occident, el que va donar naixement al regne vàndal que duraria cent anys. Aquesta campanya militar seria l'inici de l'anomenada per alguns autors «quarta guerra púnica», en què a diferència de les tres primeres la victòria va ser per als enemics de Roma.
Pierre Cosme ha destacat l'important paper que va tenir a la caiguda de l'Imperi Romà d'Occident la conquesta vàndala del nord d'Àfrica. «Privat de les seves províncies més riques, l'Imperi Romà d'Occident va quedar confinat a l'oest del continent europeu, en part ocupat pels bàrbars. No va sobreviure més que trenta-set anys després a la presa de Cartago, fins a la seva caiguda definitiva en 476». En el mateix sentit, per a Chris Wickham la presa de Cartago amb què culmina la conquesta vàndala del nord d'Àfrica va ser probablement «el punt d'inflexió que fa irreversible la caiguda de l'imperi d'Occident», a la mesura que Roma perdia el control sobre la regió que era el seu principal proveïdora de gra i oli. David Álvarez Jiménez coincideix amb Cosme i amb Wickmam: «Certament el mal a l'Imperi, tant el moral, el polític, l'estratègic com principalment l'econòmic, derivat d'aquesta catàstrofe suposava un cop molt dur per a la seva pervivència... [va constituir] un punt d'inflexió fonamental per a la caiguda ulterior de l'Imperi Romà d'Occident».

## Antecedents

### Invasió de l'Imperi Romà (406-418)
El 31 de desembre de 406 travessaven el limes del Rin un conglomerat de pobles «bàrbars» integrat per vàndals, sueus i alans, encapçalats per l'alà Respendial i el vàndal asding Godigisel (a qui succeiria el seu fill Gunderic). A diferència del que va passar l'any anterior amb la invasió d'Itàlia septentrional per part de gots greutungs encapçalats per Radagais que van ser derrotats per Estilicó a la Batalla de Fiesole, van penetrar sense oposició a la Gàl·lia. Una de les raons que expliquen que cap exèrcit romà els aturés va ser que tres mesos abans s'havia revoltat a Britània contra Honori, emperador de l'Imperi Romà d'Occident el general Constantí, autoproclamat emperador amb el títol de Constantí III, passant a continuació al continent. Va començar així una guerra civil que duraria cinc anys —a l'inici de la guerra Estilicó, l'home designat per Teodosi I perquè «tutelés» als seus fills Honori i Arcadi, va caure en desgràcia i va ser executat en 408 per ordre d'Honori. En aquest context és en el que es va produir el pas del gruix dels invasors «bàrbars» a la península ibèrica en 409 (segueix sent objecte de debat si ho van fer gairebé com aliats de la rebel·lió que havia sorgit a Hispània a les mateixes files de l'«usurpador» Constantí encapçalada per Geronci, el seu principal general). Els vàndals asdings i els pobles sueus es van dividir la Galaècia, els vàndals silings es van establir a la Bètica i els alans a la Lusitània i a la Cartaginenca.

Repartiment de les províncies d'Hispània entre sueus, vàndals i alans en 411. La Gallaecia se la van dividir els vàndals asdings i els sueus, la Bètica va ser per als vàndals silings i la Lusitània i la Cartaginense per als alans. La Tarraconense, lliure de «bàrbars», continuaria sota el domini romà.

El final de la guerra civil romana, amb la derrota de Constantí III i dels seus fills en 411 i del seu continuador Joví en 416, va possibilitar la signatura en 417 d'un foedus entre el vencedor a la guerra i nou home fort de l'Imperi d'Occident, el magister militum Flavi Constanci, actuant en nom de l'emperador Honori, i el rei visigot Walia, successor d'Ataülf i de Sigèric. En virtut del pacte els visigots es comprometien a servir l'Imperi com a foederati i a canvi se'ls permetia el seu assentament a Aquitània, al sud de la Gàl·lia, on el rei visigot, encara que subsistiria l'administració romana tindria àmplies atribucions que suposaven l'establiment de fet d'un embrió d'estat dins el territori imperial. La primera missió encomanada als foederati visigots va ser acabar amb les «monarquies militars» establertes a Hispània per alans i vàndals silings. Si no van posar fi a la resta va ser perquè Flavi Constanci els va fer tornar a la Gàl·lia, on més tard fundarien el que seria conegut com el regne visigot de Tolosa.

### Hegemonia vàndala asdinga a Hispània (418-429)
Els supervivents alans i vàndals silings van buscar refugi entre els vàndals asdings de Gunderic assentats en la Gallaecia. Així ho va relatar el cronista Hidaci:
| « | Els vàndals silings són exterminats tots per Valia en la Bètica. Els alans, que dominaven els vàndals i els sueus, de tal manera són batuts pels Godos que, extingint el seu rei Addax, els pocs d'ells que havien quedat, abolit el títol de regne, se sotmeten al favor del Gunderico dels vàndals que estaven assentats a la Gallaecia. | » |

Campanyes de la guerra suevo-vàndala (419-420) un dels episodis principals del qual va ser el setge vàndal de 420 en les muntanyes Nervases, de localització desconeguda, i que els sueus únicament van aconseguir aixecar amb l'ajuda del comte de les Hispànies Asteri i del vicari Maurocel.

A partir de la incorporació dels alans supervivents Gunderic va adoptar el títol de rex Vandalorum et Alanorum i cap al 420 des de la Gallaècia es va dirigir a la Bètica on va ocupar el «buit» deixat pels silings (que probablement va ser allà on es van sumar als asdings), iniciant-se un procés d'etnogènesi entorn del poble asding (gentilici adoptat per la dinastia reial iniciada per Gunderic). Segons David Álvarez Jiménez, van ser tres els motius que van portar Gunderic a traslladar-se a la Bètica: reunir-se amb els supervivents silings; buscar un territori més gran i més ric que la Gallaecia per mantenir la nova supergens vàndala; i allunyar-se dels seus veïns conflictius, els sueus (als quals van sotmetre en 420 a un setge a les muntanyes Nervases, de localització desconeguda, i que els suevos únicament van aconseguir aixecar amb l'ajuda del comte de les Hispànies Asteri i del vicari Maurocel), i dels visigots d'Aquitània. Els vàndals asdings van anomenar la Bètica Vandalousia, topònim del que deriva possiblement Andalusia.
En 422 el magister militum Castí, acompanyat d'un important contingent godo (probablement procedent de les files de l'hoste del derrotat Radagais), va intentar desallotjar els vàndals de la Bètica, dos anys després de la seva arribada, però després d'uns èxits inicials (els vàndals es van haver de refugiar a les muntanyes) a la batalla definitiva els gots el van trair i es van passar al bàndol vàndal i Castí va haver de fugir a Tarraco. Després de la «derrota humiliant» de Castí l'Imperi Romà d'Occident (el domini d'Hispània del qual es limitava a la Tarraconense) ja no va emprendre cap altra acció militar per recuperar la Bètica, malgrat que podia comptar amb els  foederati visigots d'Aquitània.
Durant el període de gairebé deu anys que els vàndals van romandre a la Bètica (la pax Vandala hispànica, ho denomina David Álvarez Jiménez) van aprendre dels hispanorromans (de Iulia Traducta [Algesires], probablement) les tècniques de la navegació el que els va permetre emprendre les seves primeres accions de pirateria contra les illes Balears i contra Cartago Nova, i també contra les costes de la Mauretania Tingitana, incloses Septem (Ceuta) i Tingis (Tànger), la capital. Segons David Álvarez Jiménez, aquestes accions piràtiques «responien a quatre motivacions principals: posar en pràctica el que s'ha après...; obtenir botí; ajudar a planificar el pas posterior a l'Àfrica, que ja havia d'estar en gestació, i, finalment, clarificar la seva posició hegemònica a la península a través d'actes violents de represàlia».
En una d'aquestes razias va morir Gunderic succeint-li en 428 el seu germanastre Genseric (tots dos eren fills de Godigisel), associat al tron vàndal durant els darrers anys del regnat d'aquell. Genseric seria qui dirigiria el pas a Àfrica (els preparatius de la qual es van realitzar en secret), no sense abans derrotar prop d'Emèrita Augusta als sueus (encara pagans), que havien sortit de la Gallaecia per depredar les províncies veïnes —en el curs de la contesa moriria el rei sueu Heremigari. L'hispanorromà Hidaci va relatar així el que va passar:
| « | El rei Genseric, deixant les Hispànies, s'embarca al mes de maig a la costa de la província de la Bètica amb tots els vàndals i les seves famílies i passa a la Mauritània i a l'Àfrica; més advertit, abans d'haver arribat allà, que el sueu Heremigari assolava al seu pas les províncies veïnes, torni's amb alguns dels seus; li dóna abast a la Lusitània, i no lluny de Mèrida l'escomet, matant molts dels que acaudillava. Heremigari, que havia menyspreat aquella ciutat amb ofensa a la santa màrtir Eulàlia, no quedant-se, al seu parer, un altre recurs que la fugida, fuig més veloç que l'Euro, i mor precipitat pel braç diví al riu Guadiana. Mort així, Genseric emprèn la navegació. | » |

Genseric va aprofitar la situació d'inestabilitat de l'Imperi Romà sorgida després de la mort en 421 de Flavi Constanci i en 423 de Honori i la proclamació com a nou emperador de Valentinià III en 425 amb només sis anys, i va creuar l'estret de Gibraltar al maig de 429. Com ha assenyalat Claire Sotinel, «com els gots d'Alaric abans que ells, els vàndals aspiraven a trobar un territori ric, prou allunyat dels exèrcits imperials per poder viure en una completa independència». De Genseric va deixar escrit el següent poc atractiu retrat l'historiador d'origen got Jordanes:
| « | Era de talla mitjana i coixejava a causa de la caiguda d'un cavall. Tenia projectes ambiciosos, parlava poc, menyspreava el luxe; la seva ira era cega, estimava posseir, estava ple de recursos per causar problemes a les nacions, va demostrar la seva disposició per sembrar gèrmens de la discòrdia, despertar gresols d'odi. | » |

## Conquesta

### El pas de l'estret de Gibraltar (429)
L'historiador romà d'Orient Procopi de Cesarea, autor al segle vi d'una Història de la guerra dels vàndals, va afirmar que Genseric va ser anomenat pel comes de la diòcesi d'Àfrica Bonifaci, però, com ha comentat Pierre Cosme, «els vàndals, famolencs, no tenien sens dubte cap necessitat que se'ls suggerís dirigir-se cap al graner de blat de l'Imperi d'Occident». «En cap cas no s'ha de veure la mà romana en la decisió vàndala de passar a l'Àfrica. Responia a motivacions més materials i circumscrites a la lliure decisió dels invasors», ha subratllat David Álvarez Jiménez. El que sí que posa de manifest aquesta suposada «crida» de Bonifaci, segons Pierre Cosme, és l'existència a l'Àfrica de fortes tensions internes religioses i socials, degut sobretot a la pervivència de l'heretgia donatista que comptava amb el suport dels circumcelliones, però també a la pugna entre «catòlics» i arrians (aquests últims minoritaris, però que havien aconseguit els cercles de poder; pel que sembla, el mateix Bonifaci i la seva esposa eren arrians, com també ho eren els vàndals).

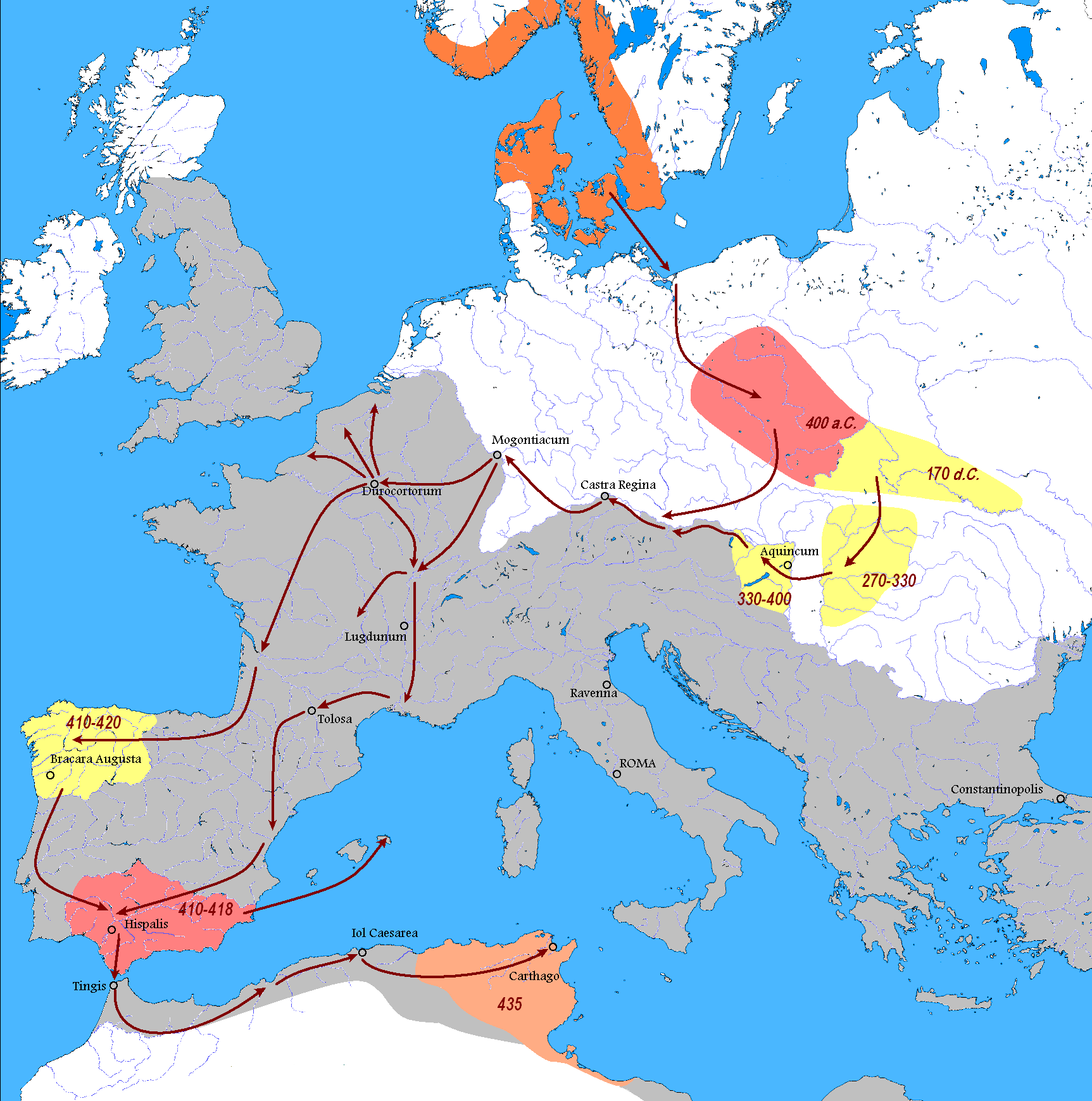
Migració del poble vàndal entre els anys 400 i 430. Aquest mapa segueix la teoria tradicional que situa l'origen dels vàndals a Escandinàvia i no a la Cultura de Przeworsk (actual Polònia).

Certament el comes Bonifaci estava enemistat amb la cort de Ravenna perquè no l'havien nomenat comandant suprem de l'exèrcit romà (magister militum praesentalis) i per això havia desobeït l'ordre que li havia donat en 427 l'emperadriu Gal·la Placídia, que actuava en nom del seu fill de poca edat Valentinià III, que acudís a la capital d'Occident (els termes de l'ordre el van fer témer que seria detingut). La resposta va ser l'enviament a l'Àfrica per reduir-lo d'un contingent de tropes al comandament de Segisvult, un got al servei de l'Imperi. Nombrosos historiadors actuals posen en dubte si va ser llavors quan Bonifaci hauria demanat en la seva ajuda al vàndal Genseric. Però si va ser aquest el cas, puntualitza Pierre Cosme, de seguida devia adonar-se del seu error en conèixer que una vuitantena de mil vàndals asdings i alans, inclosos dones, nens, ancians i esclaus, havien creuat les Columnes d'Hèrcules (el nom donat a l'Antiguitat a l'estret de Gibraltar). Uns quinze mil eren homes adults preparats per al combat. I amb ells milers de cavalls, ja que entre els vàndals la seva principal arma bèl·lica era la cavalleria.
El pas de l'estret va durar prop d'un mes i es va utilitzar una flotilla formada per cinc-centes embarcacions que farien diversos viatges d'anada i tornada. «L'encreuament de l'Estret era un pas sempre difícil d'acord amb el règim de vents i de corrents "que causaven espant al viatger", en paraules de Plini el Vell». El punt de partida, segons Gregori de Tours, va ser Iulia Traducta (Algesires), encara que el més probable és que utilitzessin tots els ports de la badia d'Algesires i fins i tot Baelo Claudia (Tarifa). Van desembarcar probablement a Tingis (actual Tànger), capital de la Mauretania Tingitana.
David Álvarez Jiménez afirma que el que va moure Genseric a passar a Àfrica van ser consideracions estratègiques, ja que en realitat la seva posició a la Bètica era feble pel fet que estava «exposada als atzars de la política global de l'Imperi. Els reis vàndals sabien perfectament que en el moment en què les picabaralles entre l'administració imperial, és a dir, Aeci, i els visigots finalitzessin amb un acord i dirigissin la seva mirada cap a Hispània, l'hegemonia vàndala desapareixeria immediatament». A més amb el trasllat al nord d'Àfrica «aconseguien una zona on la tensió fronterera era molt limitada respecte a la situació del limes renanodanubià, amb l'excepció de les molt poc significatives accions dels mauri. D'altra banda, encara que la Bètica era una província rica i molt adequada per al seu poblament no podia comparar-se en res amb la fèrtil Àfrica "rica en totes les coses"... encara que aquesta qualitat ha de considerar-se o secundària o complementària respecte a l'estratègica».
Peter Heather sosté una tesi similar. Vàndals i alans «sabien perfectament bé que, quan finalment s'aposés un nou cap suprem a la cort [de Ravenna], ells serien l'enemic públic número u. Havien penetrat a Hispània per la força, i mai no havien negociat cap tractat amb les autoritats del centre imperial. Per tant... sabien també que havien de fer plans a més llarg termini per al futur. […] El que necessitaven era disposar d'una zona estratègica on es poguessin sentir segurs. En particular, alguna comarca tan allunyada com sigui possible de qualsevol nova campanya de romans i gots. Àfrica complia a la perfecció aquests requisits —es trobava a un pas del sud d'Hispània i era molt més segura—».

### L'avenç cap a l'Est i el tractat de 435

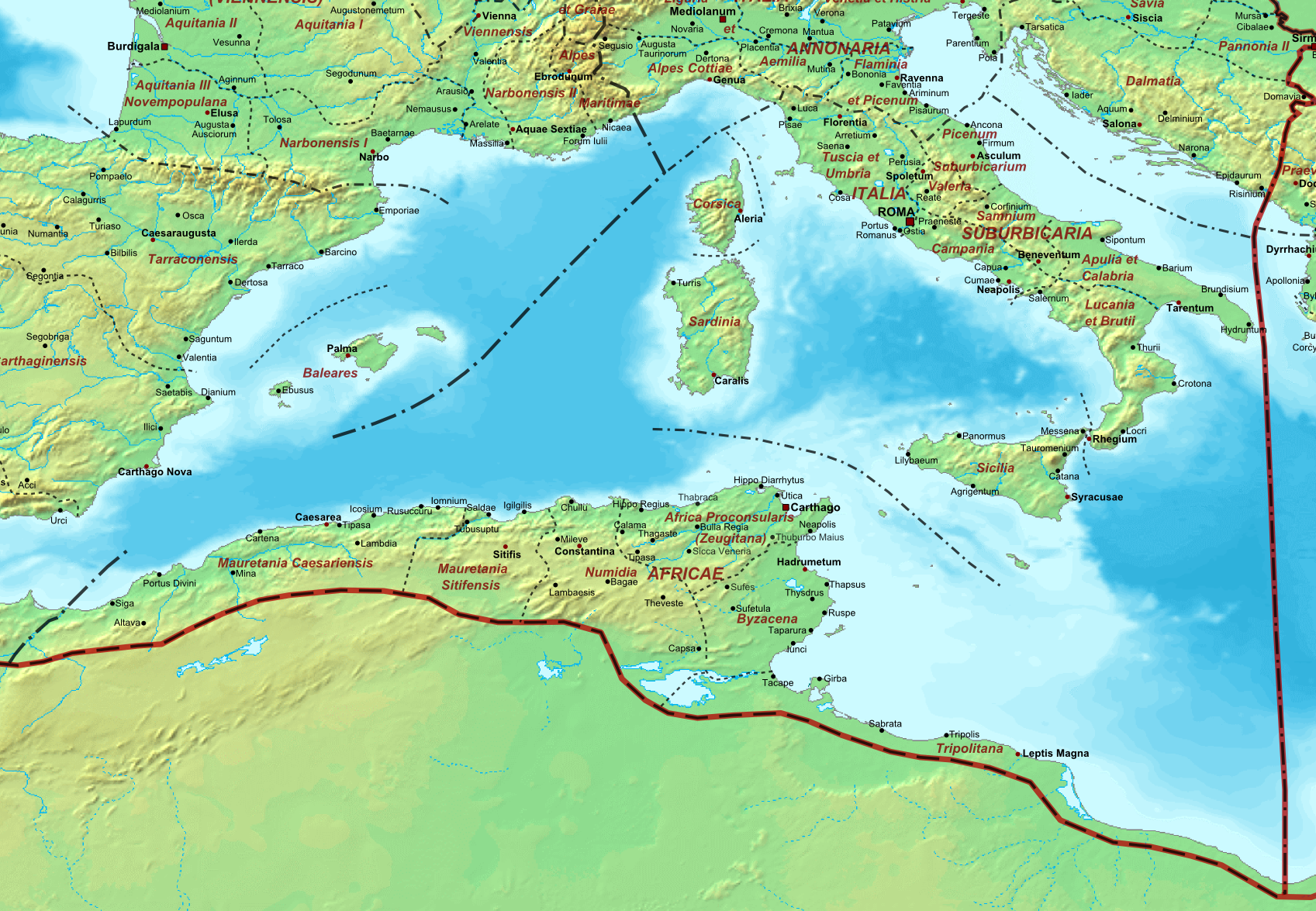
Mapa de la diòcesi d'Àfrica cap a l'any 400. No inclou a la província de Mauretania Tingitana perquè pertanyia a la diòcesi d'Hispània.

Es desconeix el nombre d'efectius militars de l'exèrcit romà d'Àfrica que podrien oposar-se als quinze mil combatents vàndals i alans, però es calcula que els doblarien en nombre. No obstant això, en només tres mesos, de maig a agost de 429, van recórrer set-cents quilòmetres cap a l'est fins a prendre la ciutat d'Altava a la Mauretania Caesariensis i després d'haver travessat tota la Mauretania Tingitana. Deu mesos després, al juny de 430, ja es trobaven davant les muralles d'Hipona, la ciutat d'Agustín d'Hipona Agustí, mil dos-cents quilòmetres més lluny (havent travessat les províncies de Mauretania Sitifensis i de Numídia i havent entrat a la de Àfrica proconsular). El comte Bonifaci havia intentat aturar el seu avanç però va ser derrotat en la batalla de Calama (maig de 430). Com va assenyalar Pierre Cosme, les seves tropes, dedicades principalment a la vigilància de les fronteres davant les incursions de les tribus berbers i de nòmades del desert, «no estaven gens preparades per combatre una tropa aguerrida i endurida per anys de combat entre el Rin i la Mediterrània». Peter Heather coincideix amb Cosme quan afirma que «la coalició dels vàndals i els alans resultava força més impressionant que els nòmades berbers als quals la major part de les seves tropes [de Bonifaci] estaven acostumades a enfrontar-se». Afegeix que Bonifaci va fer el que va poder perquè a causa de les dificultats econòmiques a l'Àfrica no hi havia un exèrcit de campanya i només quatre regiments —potser uns dos mil homes— dels trenta-un existents eren unitats de màxim nivell.
Durant l'avenç dels vàndals cap a l'Est, la població del nord d'Àfrica «va patir una disrupció violenta que va portar, sens dubte, a l'assassinat, acovardiment, fugida i despossessió d'alguns dels líders carismàtics de la societat nord-africana amb la finalitat evident d'evitar qualsevol tipus de resistència organitzada i, de forma secundària, però no per això menys important, per apropiar-se de les seves propietats fundiàries on es van instal·lar en un primer moment... però de cap manera, es pot acceptar una política d'extermini i sí un canvi en l'ordre jeràrquic de la societat en favor dels nouvinguts», ha afirmat David Álvarez Jiménez. En l'àmbit religiós es va produir un xoc entre la fe arriana dels vàndals i la catòlica nicena de la major part de la població nord-africana. Diversos bisbes «catòlics» van ser desposseïts i alguns consellers hispans van ser executats per negar-se a convertir-se.
Després de la derrota a Calama Bonifaci es va refugiar amb la resta del seu exèrcit a Hipona. Els vàndals la van sotmetre a un setge que va durar més d'un any, de juny de 430 a agost de 431 —durant el lloc va morir Agustí, que així no va arribar a veure com la seva ciutat queia en poder dels «bàrbars». El setge va durar tant de temps perquè els vàndals no dominaven l'art de prendre una ciutat emmurallada. Els reforços enviats des d'Orient sota les ordres del comes Aspar no van poder evitar una nova derrota romana. Bonifaci, que va aconseguir escapar del setge d'Hipona el juliol de 431 (aprofitant un moment en què els vàndals havien afluixat el setge), va ser cridat a Ravenna per Gal·la Placídia perquè la recolzés contra el general Aeci, però va ser ferit de mort en la batalla de Rímini (tardor de 432). Mentrestant Genseric havia establert a Hipona la seva cort, convertida així en la capital de l'assentament vàndal.
Aeci, el nou home fort d'Occident (es va casar amb la vídua de Bonifaci), va optar per signar un acord de pau amb Genseric a principis de 435 —David Álvarez Jiménez afirma que va ser negociat per Trigeci, enviat d'Aeci, però Claire Sotinel i Peter Heather sostenen que l'acord va ser negociat i signat per un representant del emperador d'Orient Teodosi II— segons el qual els vàndals obtenien l'estatut de foederati, instal·lats a Mauretania Sitifensis i a Numídia, però reconeixent l'autoritat de l'emperador Valentinià III en nom del qual assegurarien la defensa de les dues províncies. Pròsper d'Aquitània va escriure a la seva Crònica: Pax facta cum Vandalis data eis ad Habitandum Africae portione ('Es va fer la pau amb els vàndals i se'ls va donar una porció d'Àfrica per habitar-la').
«Per aquest tractat, anàleg als que Roma havia conclòs abans amb certes tribus berbers, el poder imperial pensava haver salvat l'essencial: Cartago, l'Àfrica proconsular i la Bizacena, la metròpoli i les terres més riques de blat d'Àfrica», ha afirmat Pierre Cosme. Tot i això, com ha assenyalat Claire Sotinel, «Genseric sabia que havia conquerit un regne». Una valoració amb què coincideix David Álvarez Jiménez a destacar les diferències d'aquest tractat amb el signat per l'Imperi amb els visigots uns anys abans: «els vàndals no eren vigilats de prop per forces militars romanes ni tampoc ocupaven una zona marginal del territori (en aquest cas, hauria estat la Tingitania el lloc adequat per ressituar-los) des d'on se'ls podia controlar i en el cas que no respectessin el tractat, combatre. En canvi, als vàndals se'ls va deixar pràcticament via lliure per actuar com voldrien... De fet, endinsant-se en el pla militar, els vàndals es van convertir en el veritable exèrcit romà d'Àfrica davant la manifesta inexistència d'un cos de tropes imperial que impedís o dificultés la seva expansió ulterior». No obstant això, Peter Heather valora de forma diferent el tractat ja que considera que van ser els romans els que van obligar a Genseric a negociar —concretament el general Aspar enviat per l'emperador d'Orient a Cartago al capdavant d'un contingent— i que van aconseguir salvar el que és important: l'Àfrica proconsular i la Bizacena.

### La presa de Cartago (439)
A l'octubre de 439 Genseric va trencar l'acord, va prendre Cartago per sorpresa i es va apoderar de l'Àfrica proconsular i de Bizacena. «La història de l'Imperi Romà d'Occident no va tornar a ser la mateixa», ha assenyalat David Álvarez Jiménez. S'ha debatut per què Aeci no va desplaçar allà un exèrcit per impedir-ho, tenint en compte que aquestes dues províncies eren vitals per a l'aprovisionament de gra de Roma i d'Itàlia —va donar prioritat a restablir el domini romà sobre la Gàl·lia davant dels visigots i els burgundis.
Hi ha dos relats contradictoris sobre com es va produir la presa de Cartago. El bisbe «catòlic» Víctor de Vita, originari d'aquesta localitat de la província de Bizacena, a la seva La Història de la persecució de la província d'Àfrica, escrita cap al 484, insisteix en la devastació provocada pels vàndals a la ciutat, destacant al mateix temps que eren arrians (en la seva descripció es troba l'origen del terme vandalisme), mentre que Pròsper d'Aquitània va escriure que «Genseric va prendre Cartago per l'engany de la pau», volent dir amb això que la ciutat va ser ocupada sense que hi hagués destrucció. Els historiadors actuals han debatut quina és la versió més fidel als fets, però les troballes arqueològiques semblen confirmar el relat de Víctor de Vita. D'altra banda, també han discutit com va ser possible que Cartago, que tenia sòlides defenses, fos presa molt més ràpidament que Hipona. Es creu que Genseric va comptar amb alguna ajuda des de l'interior de la ciutat i que els vàndals havien après les tècniques de l'assalt d'una ciutat emmurallada i amb similituds d'una estratègia similar a la del Cavall de Troia.

## Conseqüències: el naixement del regne vàndal i el tractat de 442
La ciutat no va ser arrasada, ja que Genseric la va convertir a la capital del seu regne i a la metròpoli de l'arrianisme (el bisbe «catòlic» va ser obligat a embarcar rumb a Nàpols). Nombrosos notables de la ciutat van ser desposseïts dels seus béns en benefici dels vencedors. «Una manera de desarmar els eventuals oponents», han subratllat Pierre Cosme. Per la seva banda Luis Agustín García Moreno ha assenyalat que amb la conquesta del nord d'Àfrica pels vàndals va néixer «el primer Estat germànic que no reconeixia cap superioritat a l'Imperi ni hi mantenia cap aliança».
Després de conèixer-se la notícia de la caiguda de Cartago Aeci va partir per a la Gàl·lia per buscar reforços, mentre que l'emperador Valentinià III demanava l'ajuda de l'emperador d'Orient Teodosi II i prenia una sèrie de mesures per pal·liar l'efecte que tindria sobre Roma i sobre Itàlia la pèrdua del seu «graner» i per assegurar-ne la defensa davant un possible desembarcament de les tropes de Genseric. De fet, una part de la població estava començant a marxar davant la previsible fam i tement ser enrolada a l'exèrcit en una Roma les muralles de la qual no estaven en bon estat. L'emperador va decretar un impost extraordinari per sufragar la defensa i va promulgar una llei que permetia als negociants orientals comerciar amb Roma i aconseguir noves fonts d'abastament de la ciutat. També va reiterar les dures penes contra els desertors.
Teodosi II va enviar un exèrcit en ajuda del seu cosí, que per la seva banda va aconseguir reunir un gran exèrcit format diverses desenes de milers d'homes, al comandament d'Aeci. Els dos exèrcits es van reunir a Sicília on més de mil embarcacions estaven disposades per transportar-los al continent africà —de fet Genseric havia assetjat Palerm durant gran part de l'estiu de 440, però havia tornat a Cartago en tenir coneixement de l'arribada del contingent oriental. No obstant això, les tropes imperials mai es van fer a la mar perquè Teodosi II va fer tornar al seu exèrcit pel fet que els huns al comandament d'Àtila havien trencat el limes del Danubi i amenaçaven Constantinoble.
En comptar únicament amb les seves pròpies forces a Valentinià III no li va quedar més remei que negociar amb Genseric. El nou tractat va ser signat en 442 i segons acordat en ell els vàndals ocuparien l'Àfrica proconsular, la Bizacena i la meitat oriental de Numídia (és a dir, les províncies més riques) mentre que la Mauretania Caesariensis, la Mauretania Sitifensis i la resta de Numdia, tornarien a estar sota l'administració romana. A canvi Genseric es va comprometre a proveir de gra a Roma i com a prova de la seva lleialtat va enviar al seu fill i hereu Huneric a la cort de Valentinià III. Huneric va repudiar a la seva esposa (que era filla de Teodoric I, el que va enterbolir les relacions dels vàndals amb els visigots) i es va prometre amb Eudòcia, filla de Valentinià III. Genseric va rebre el títol de «rei aliat i amic de Roma».
Encara que a Roma i a Ravenna va ser presentat com una victòria d'Aeci i de Valentinià III —en un panegíric Merobaudes va afirmar que Genseric havia «abandonat la vestidura de l'enemic» i que desitjava «comptar als romans entre els seus parents, unint la seva descendència a la seva per una aliança matrimonial»—, el tractat de 442 va ser un desastre complet per a l'Imperi d'Occident. «L'emperador havia conservat l'aprovisionament de Roma, però havia perdut immenses propietats que li asseguraven una part dels seus ingressos i, és clar, recursos fiscals que no compensarien cap de les dues Mauritànies, sobretot després de cinc anys de dominació vàndala. El 445 van subministrar 1/8 dels recursos fiscals anteriors a 429», ha afirmat Claire Sotinel. A més, molts dels grans propietaris es van exiliar, uns a Orient, altres a Itàlia, perquè Genseric va confiscar les seves immenses propietats per repartir-les entre els seus soldats. També els bisbes i monjos van fugir a causa de la política obertament hostil cap als «catòlics» empresa per l'arrià Genseric.